# Gaçkë
Gaçkë (albanska: Gaçkë, serbiska: Gatnje) är en by i Kosovo. Den ligger i kommunen Ferizaj. Enligt den senaste folkräkningen år 2011 fanns det 2 368 invånare.

## Demografi
| Demografi | 2011 |
| --------- | ---- |
| albaner   | 2356 |
| bosnjaker | 1    |
| okänt     | 11   |